# Yakima (Schiff)
Die Yakima ist eine 1968 in Dienst gestellte Fähre der US-amerikanischen Reederei Washington State Ferries und gehört der Super-Klasse an. Sie steht vorwiegend auf der Strecke von Anacortes zu den San Juan Islands im Einsatz.

## Geschichte
Die Yakima entstand als dritte Einheit der Super-Klasse in der Werft von National Steel and Shipbuilding Company in San Diego und lief am 20. Mai 1967 vom Stapel. Nach ihrer Ablieferung an Washington State Ferries nahm sie am 23. März 1968 den Fährdienst von Seattle nach Bremerton auf.
In den frühen 1980er Jahren wechselte das Schiff auf die Strecke von Edmonds nach Kingston. 2000 wurde es umfassend modernisiert und stand fortan zwischen Anacortes und den San Juan Islands im Einsatz. Von Frühjahr bis Herbst 2014 fiel die Fähre aufgrund einer Überholung ihrer Maschinenanlage für längere Zeit aus.
Im März 2016 brach an Bord der Yakima ein Feuer aus, welches jedoch schnell gelöscht werden konnte. Ursache war ein Defekt in einer Elektro-Schalttafel. Ein weiterer Unfall ereignete sich am 27. April 2022, als sich in Lopez Island ein Anker des Schiffes löste und den Rumpf oberhalb der Wasserlinie sowie die Anlegestelle beschädigte.